# 阿莱萨诺
阿莱萨诺（義大利語：Alessano），是意大利莱切省的一个市镇。总面积28平方公里，人口6558人，人口密度234.2人/平方公里（2009年）。ISTAT代码为075002。